# Леон Ганін
Леон Генрик Ганін (пол. Leon Henryk Hanin, 21 жовтня 1909, Львів — 14 червня 1969, Вроцлав) — польський футболіст.

## Біографія
Ганін був вихованцем «Погоні» (Львів), в якій виступав у 1922—1939 роках і в сезонах 1932, 1933 і 1935 років ставав віце-чемпіоном Польщі, а в 1938 році здобув Кубок Президента Польської Республіки як представник Львова.

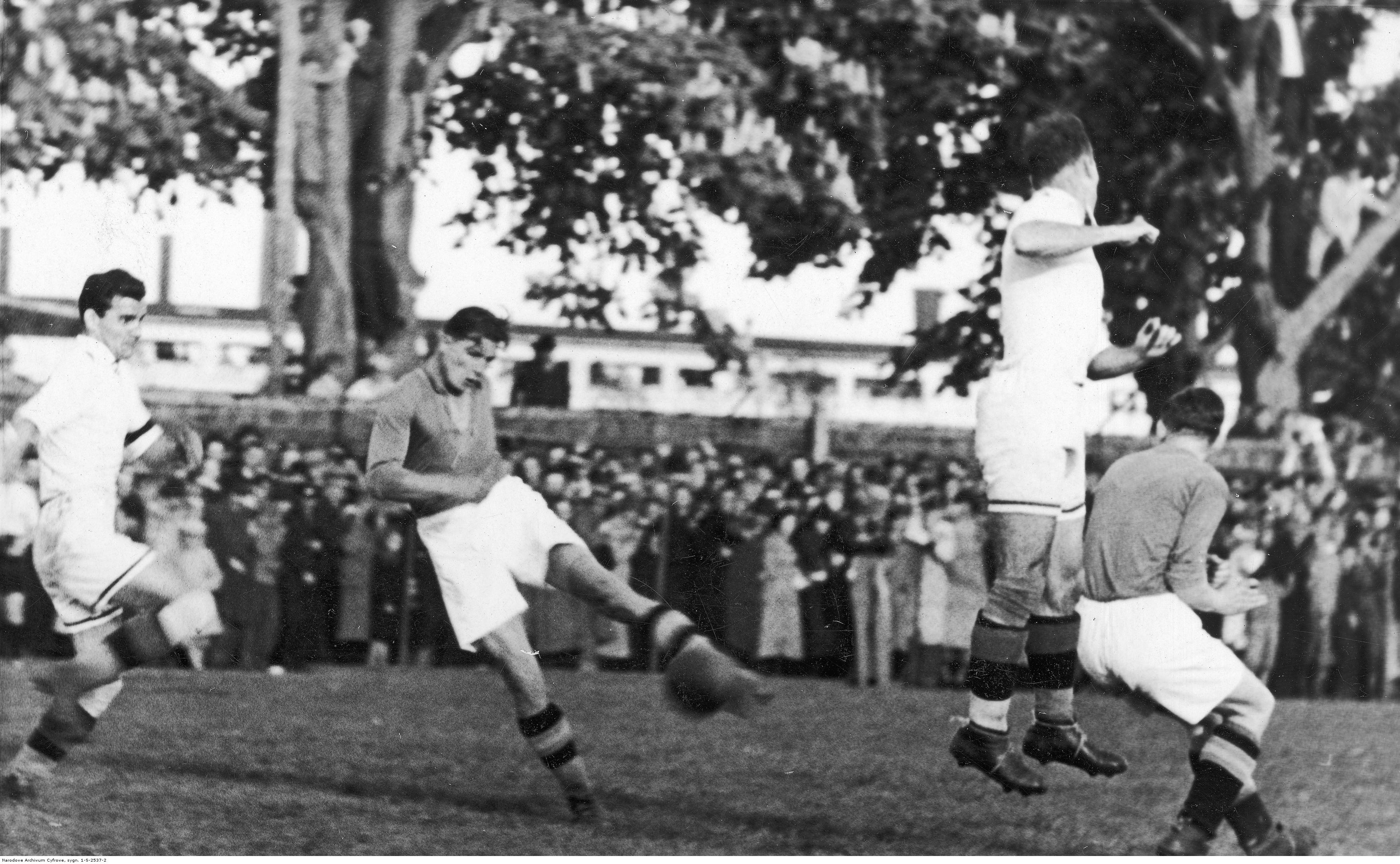
Матч «Поголь» (Львів) — «Рух Хайдуки» (3:2, 14 травня 1939). У дії Леон Ганін (перший зліва) і Теодор Петерек (другий зліва).

Після окупації Львова радянськими військами з 1939 по 1941 рік грав за новостворене «Динамо» (Львів).
Після Другої світової війни оселився в Битомі і протягом двох років виступав за відроджену «Полонію».

## Виноски
1. 1 2  90minut.pl — 2003.
2. ↑  Gowarzewski (1918-1939), 2017.
3. ↑  Pogoń Lwów – romantyczna opowieść z kresów (пол.).